# Народна република Бенин
Народна република Бенин (на френски: République populaire du Bénin) е официалното название на Бенин в периода 1972 – 1990.

## История
На 26 октомври 1972 г. армия, водена от командира Матийо Кереку, сваля правителството, преустановява конституцията и разпуска народното събрание и президентският съвет. На 30 ноември 1972 г. е представена новата политика на страната. Създаден е национален съвет на революцията. На 30 ноември 1974 г. Кереку заявява, че неговото правителство ще следва марксистко-ленинистката идеология. Народна република Бенин и СССР бързо се съюзяват. народно-революционната партия на Бенин е обявена за единствената легална партия в страната.
Социалната и политическа нестабилност, катастрофалната икономическа ситуация и падането на комунистическите режими в Източна Европа през 1989 г. водят до отслабване на управлението на Матийо Кереку.
Преходно правителство е създадено през 1990 г., прокарвайки път за връщането на демокрацията и многопартийната система. Нова конституция е приета с референдум на 2 декември. Страната се преименува на Република Бенин. Премиерът Нисфор Согло печели 67,7% от гласовете и побеждава Кереку на президентските избори през март 1991 г., което го принуждава да напусне управлението.
| Портал | Портал „Африка“ съдържа още много статии, свързани с Африка. Можете да се включите към Уикипроект „Африка“. |